# Verboden Stad

Ligging van de Verboden Stad in het vroegere Peking

De Verboden Stad was de plaats van waaruit de Chinese keizers van de Ming- en de Qing-dynastie hun rijk bestuurden. De in de Chinese hoofdstad Peking (Beijing) gelegen stad werd gebouwd en voltooid onder de keizer Yongle, in 1422.

## Bouw
Yongle pakte de wederopbouw groots aan. Hij liet verschillende paleizen bouwen en zo ontstond de Purperen Verboden Stad, zoals de volledige Chinese naam luidt. De Verboden Stad verving de residentie Minggugong in de oude hoofdstad Nanjing.
In de volksmond wordt het paleiscomplex nu aangeduid als Gugong (Keizerlijk Paleis). De meeste gebouwen die nu te zien zijn, dateren uit de 18e eeuw.
De Verboden Stad (Zijin Cheng) werd gebouwd tussen 1406 en 1420, gevolgd door de Hemeltempel (1420) en verscheidene andere bouwwerken. Het complex is verdeeld in een Binnenhof en een Buitenhof. Het Buitenhof bestaat uit de paviljoenen Tai He, Zhong He en Bao He. Daarbij staan de zij-paviljoenen Wen Hua en Wu Ying, waar de keizer belangrijke besprekingen hield. In het Binnenhof bevinden zich de paleizen Qian Qing Gong en Kun Ning Gong, met daarnaast nog enkele paviljoenen en zes kleine paleizen aan de west- en de oostkant.
In 1914 werd een oudheidkundig museum in het Buitenhof ingericht en in 1925 werd het Paleismuseum geopend. Sinds de oprichting van de Volksrepubliek in 1949 zijn veel gebouwen in de Verboden Stad gerestaureerd. Er wordt geprobeerd kunstschatten terug te krijgen en in de paviljoenen tentoonstellingen in te richten. Zo is er nu een klokkenmuseum met een collectie van ruim 100 stuks.
In 1961 werd het Keizerlijk Paleis door de Chinese Staat tot monument verklaard. In 1987 werd het bij de Unesco tijdens de 11e sessie van de Commissie voor het Werelderfgoed ingeschreven als UNESCO werelderfgoed op de werelderfgoedlijst. Deze inschrijving werd in 2004 uitgebreid tijdens de 28e sessie door de toevoeging aan deze inschrijving van het Paleis van Mukden in het hedendaagse Shenyang. De inschrijving werd hernoemd en de gezamenlijke inschrijving kreeg als benaming de Keizerlijke paleizen van de Ming-en Qing-dynastieën in Peking en Shenyang.
De Tiananmen (Poort van de Hemelse Vrede), wat het staatssymbool van de Volksrepubliek is, brandde tot twee keer toe af. De laatste keer werd hij herbouwd in 1651.

## Architectuur

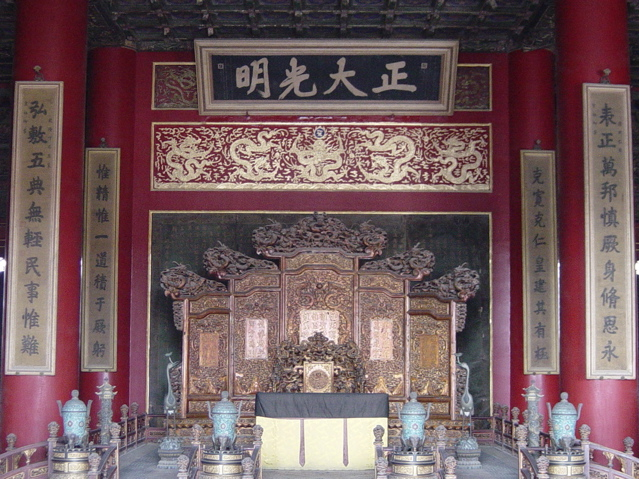
De Keizerlijke troon

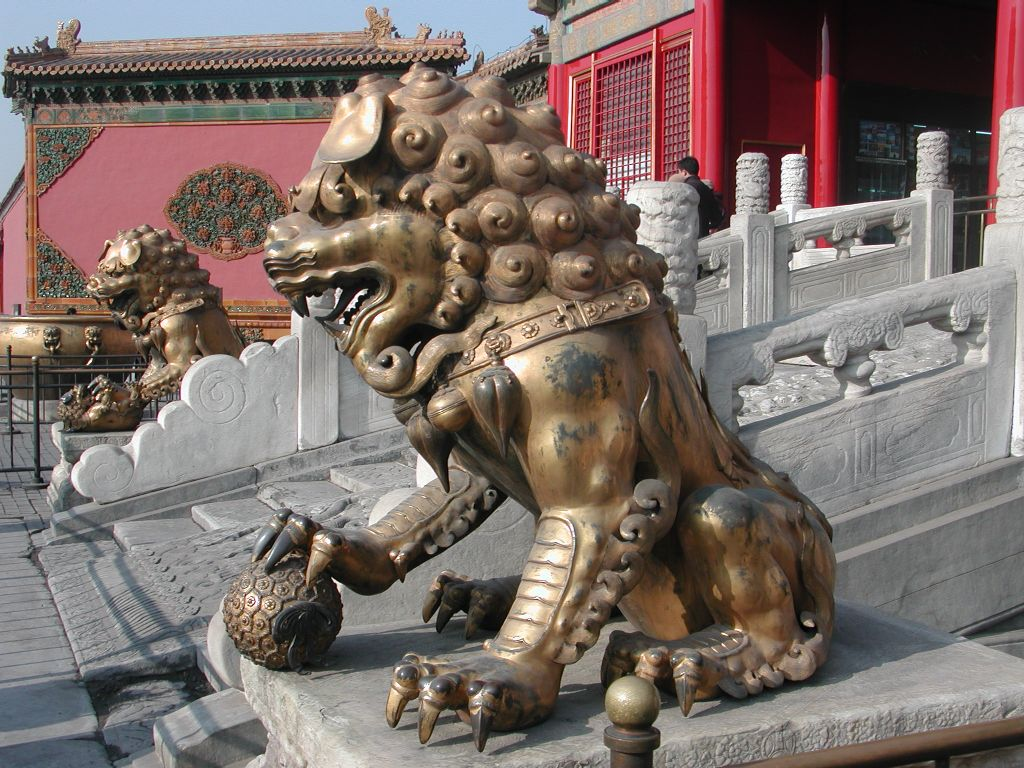
Een paar vergulde, bronzen leeuwen beschermen de tempel

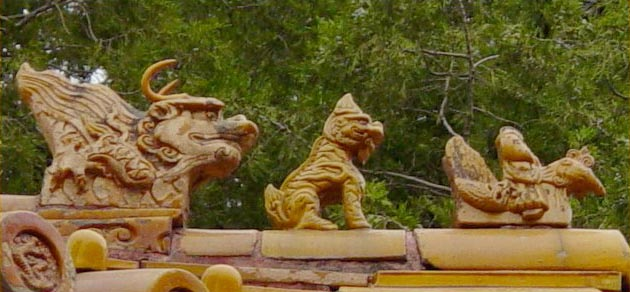
Een processie van keramische beeldjes decoreert het dak van een gebouw en geeft het belang van het gebouw aan

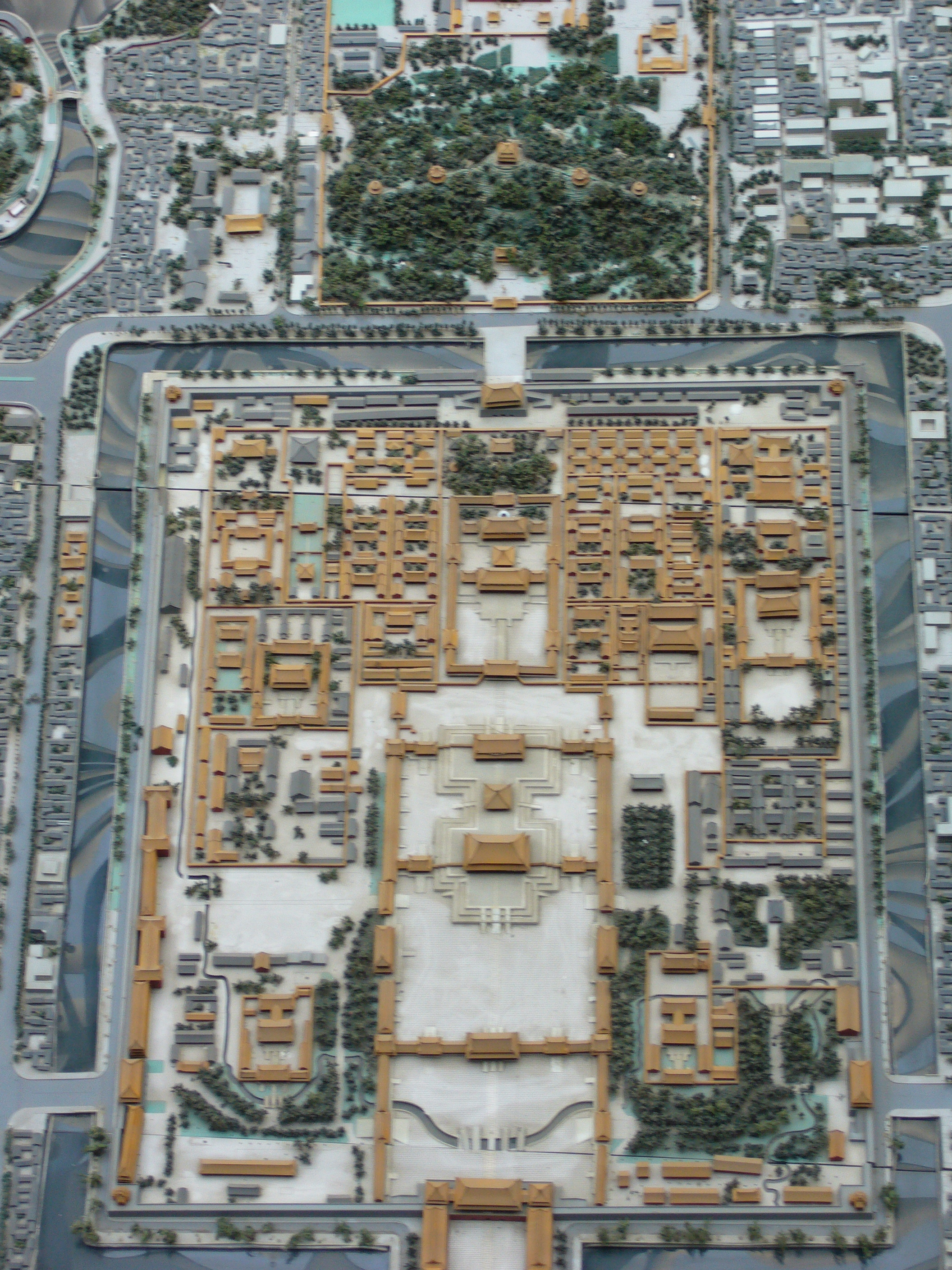
Maquette, boven ligt Jingshan Park

Het complex is 750 bij 960 meter groot. Om het complex heen liggen een brede, diepe gracht en een muur van tien meter hoog. Met het zand dat hiermee vrij kwam, werd een heuvel aangelegd in het Jingshan Park ten noorden van de stad, achter de Keizerlijke tuin.
Hedendaagse bezoekers komen door de zuidelijke poort binnen. Bij de zuidelijke ingang aan de kant van het Plein van de Hemelse Vrede inspecteerde de keizer de troepen als ze slag gingen leveren en verwelkomde hij ze bij terugkomst in geval van een overwinning.
De eerste binnenplaats is vlak en wordt doorsneden door de Gouden Waterstroom. Er liggen vijf bruggen over, de middelste was alleen voor de keizer. Via een poortgebouw komt men op een tweede binnenplaats, ook omgeven door diverse paviljoens. Hier staat het Paviljoen van het Gebed voor een goede Oogst. Hier kwam de keizer na de winter om te bidden, nadat hij drie dagen had gevast.
De grootse gebouwen en pleinen werden aangelegd om bezoekers te imponeren. Opvallend is de symmetrie en de harmonie in bouwstijl en aanleg. In het zuidelijke gedeelte werden keizerlijke ceremonies gehouden en examens voor mandarijnen afgenomen.

## Bewoners
De Verboden Stad was tijdens de Ming- en Qing-dynastie de vaste residentie van 24 achtereenvolgende keizers. De stad was verdeeld in het Binnenhof, waar de keizer woonde, en het Buitenhof, waar de hofhouding woonde. Deze bestond onder andere uit de concubines, de paleiswachten en de eunuchen. Alles bij elkaar woonden er enkele duizenden mensen in de Verboden Stad.

## Tempel
Op het terras van de tempel staat de Chinese eenheidsmaatstaf voor rijst. Kooplui maakten kommen van aardewerk, waarvan de inhoud moest overeenstemmen met de inhoud van de bronzen bak van de keizer.
Om de tempel en om belangrijke paviljoens staan grote bronzen kommen, die bij het paleis waren verguld. Deze kommen dienden voor bluswater. In de winter werden ze met dekens bedekt, en als het hard vroor werd er een houtskoolvuurtje onder gestookt.

## Keizerlijke stad
Om de Verboden Stad heen lag de Keizerlijke Stad. Ook deze was verboden gebied voor buitenstaanders. In de Keizerlijke Stad bevonden zich onder meer de bakkerij, het naaiatelier, de wapenzaal, de stallen en een drukkerij. Ook was er een dokter om de eunuchs te opereren. Op die manier waren de keizer en zijn gevolg geheel zelfvoorzienend.

## Buitenpaleizen
De keizers van de Qing-dynastie lieten, omdat ze het vervelend vonden altijd maar in de Verboden Stad te verblijven, buiten Peking paleizen bouwen waar zij zich in de zomermaanden konden terugtrekken. Zo ontstonden het Oude Zomerpaleis, het Zomerpaleis, tien kilometer ten noordwesten van Peking bijvoorbeeld en het Zomerpaleis in Chengde (Jehol).

## The Last Emperor
De Italiaanse regisseur Bernardo Bertolucci kreeg als eerste de toestemming om uitgebreid opnamen te maken in de Verboden Stad. Hij gebruikte die in zijn film L'Ultimo Imperatore (1987) (The Last Emperor).